# 福德洋
福德洋，是臺北市士林區的一個地名，位於該區中部偏西，範圍大致為福林里西部、義信里、仁勇里、福德里、舊佳里、福志里最西端條狀地區。

## 歷史
台灣清治末期至日治前期，福德洋地區為一街庄，稱為「福德洋庄」，隸屬於芝蘭一堡。該庄昔日北隔外雙溪與洲尾庄、石牌庄、湳雅庄、石角庄為鄰，東與林仔口庄為鄰，南邊為大直庄，西邊南北段隔基隆河與為社仔庄為界，西邊中段三面包圍士林街。
1901年（日治明治三十四年）11月，該庄隸屬於臺北廳，編入第九區。1906年（明治三十九年）1月，第九區改名「士林區」。1920年（大正九年），該庄改制為「福德洋」大字，隸屬於臺北州七星郡士林街，大字下有「福德洋」、「舊街」、「洲尾頭」、「山子腳」、「下樹林」小字名。
戰後士林街改制為士林鎮，隸屬於臺北縣，本區劃為福德里、舊佳里、福林里（包含鄰近林子口地區）。1949年，士林鎮與北投鎮一併改隸屬新成立的草山管理局。1950年隨著草山改名為陽明山，草山管理局亦改名為陽明山管理局，士林鎮仍隸屬之。1968年7月臺北市改制為院轄市，士林鎮併入成為士林區。1990年3月，臺北市各區重劃，該地區仍屬於士林區。

## 交通
省道台2甲線經過福德洋地區東部，是主要連外道路，往東北可前往金山，往西南轉南可前往台北市區。
臺北捷運淡水信義線經過福德洋地區東部，設有劍潭站、士林站。

## 學校
- 銘傳大學台北校區
- 百齡高中（西側與社子後港墘的邊界地帶，基隆河廢河道之新生地上）
- 士林國中
- 士林國小

## 文化資產
- 士林神農宮（市定古蹟）

## 公園
- 美崙公園